# Храбузна (Тернопольская область)
Храбузна (укр. Храбузна) — село в Зборовской городской общине Тернопольского района Тернопольской области Украины.
Код КОАТУУ — 6122681104. Население по переписи 2001 года составляло 148 человек.
До 2020 года входило в Зборовский район.

## Географическое положение
Село Храбузна находится в 1-м км от правого берега реки Западная Стрыпа,
на расстоянии в 0,5 км от села Вирлов.
По селу протекает пересыхающий ручей с запрудой.

## История
- 1631 год — дата основания.

## Объекты социальной сферы
- Фельдшерско-акушерский пункт.